# سجن الأشغال الشاقة بتطاوين
سجن الأشغال الشاقة بتطاوين (بالفرنسية: Bagne de Tataouine)‏ هو سجن عسكري فرنسي سابق كان مخصصا للأشغال الشاقة، وبقي مفتوحا لغاية 1938، تاريخ إلغاء هذا النوع من السجون الفرنسية، وكان يقع في جبل قرب مدينة تطاوين جنوب تونس، وهو حاليا ثكنة عسكرية تابعة للجيش الوطني التونسي.

## التاريخ
كان هذا السجن المعروف بظروف القاسية، يستقبل سجناء الحق العام والجنود المعاقبين لعد انضباطهم. بعد ذلك، ينظمون لكتائب المشاة الخفيفة الأفريقية التابعة للقوات البرية الفرنسية.

كان للسجن سمعة سيئة للغاية، وهذه السمعة هي أصل عدة عبارات باللغة الفرنسية مثل Aller à Tataouine (الذهاب إلى تطاوين) التي تشير إلى الضياع في نهاية العالم، أو عبارة Tataouine-les-Bains التي تشير لمكان محتقر ولا فائدة منه.

يذكر أن المجرم الفرنسي بيار لوترال كان قد التقى في تطاوين بمساعده جو أطيا، والذين قادا مع آخرين عصابة الجرارات الأمامية.

اليوم، تم تحويل هذه السجن إلى ثكنة عسكرية تابعة للجيش الوطني التونسي، ويمكن رؤيتها من الطريق المارة من وسط مدينة تطاوين.

استعملت مقر السجن كديكور لتصوير أجزاء من فيلم حرب النجوم للمخرج جورج لوكاس.